# Sistema di Law
Il sistema di Law, o sistema del Mississippi, è un sistema monetario e finanziario adottato in Francia durante la reggenza del duca d'Orléans (1715–1723); prende il nome dal suo ideatore, l'economista e finanziere scozzese naturalizzato francese John Law. Il sistema, in vigore dal 1716 al 1720, terminò con un tracollo.
La teoria monetaria di Law, critica verso la moneta metallica e favorevole alla moneta cartacea, è stata a lungo trascurata a causa del fallimento di questo sistema.

## Contesto storico del sistema di Law o «del Mississippi»
Nel 1694 fu fondata la Banca d'Inghilterra con l'intento di finanziare la guerra che Guglielmo d'Orange stava conducendo contro Luigi XIV di Francia. Nello stesso periodo, le grandi compagnie commerciali come la Compagnia britannica delle Indie orientali, la Royal African Company e più tardi la South Sea Company, erano in forte crescita grazie al monopolio del commercio con le colonie britanniche, accordato loro dallo Stato in cambio di un contributo al finanziamento della guerra contro la Francia.
Gli attivi finanziari, come i titoli di Stato e le azioni delle compagnie private, iniziarono a entrare in concorrenza, come riserve di valore, con le monete in oro e in argento. La Banca d'Inghilterra iniziò a emettere biglietti che entrarono ugualmente in competizione, quale mezzo di scambio e di pagamento, con le monete metalliche.
Il successo della Banca d'Inghilterra e delle grandi compagnie commerciali molto probabilmente influenzarono le idee monetarie e le pratiche finanziarie di Law. Anche le condizioni economiche della Scozia e della Francia, da lui studiate, marcate dalla stagnazione economica per sotto-impiego delle risorse, scarsità di moneta e indebitamento pubblico eccessivo influirono su tale pensiero economico.
La Francia di Luigi XIV era sprofondata in una crisi monetaria (scarsità di moneta e conseguente tassi d'interesse elevati) e in una crisi finanziaria (insostenibilità del debito pubblico, provocato dalle frequenti guerre condotte da Luigi XIV).

## Le quattro fasi del sistema di Law
Law, desideroso di realizzare i propri progetti finanziari, non ottenne ascolto in Inghilterra. Fu la Francia, sotto la reggenza del duca Filippo II d'Orléans, a dargli la possibilità di mettere in pratica le proprie idee. Le idee di Law sembravano suggerire una geniale soluzione: egli avrebbe cercato al contempo di risanare le finanze pubbliche francesi e di favorire l'offerta monetaria attraverso l'introduzione della carta-moneta. Le misure intraprese da Law sarebbero state note come Sistema di Law o Sistema del Mississippi realizzato progressivamente in quattro fasi.

### Prima fase
Nel 1716 fu fondata la Banque Générale, una banca commerciale privata che sarebbe diventata in seguito una sorta di banca centrale e la cui funzione principale era di emettere banconote (moneta cartacea) in sostituzione della moneta metallica in circolazione. Queste banconote erano riconosciute dallo Stato in pagamento delle imposte, il cui sistema di raccolta fu razionalizzato da Law.

### Seconda fase
Le compagnie coloniali commerciali francesi furono poi accorpate in un'unica società, la Compagnia d'Occidente, che diventerà più tardi la Compagnia delle Indie, nota come Compagnia del Mississippi. La Compagnia deteneva il diritto esclusivo di sfruttare le potenziali risorse minerarie e agricole della colonia francese della Louisiana. La Compagnia fu coinvolta nella gestione del debito pubblico: i detentori di titoli di Stato potevano infatti convertirli in azioni della stessa. Ciò permetteva di ristrutturare il debito pubblico allungandone la scadenza e riducendo il tasso di interesse. Le aspettative legate al potenziale sfruttamento delle risorse in Louisiana stavano perciò a fondamento di questa ristrutturazione e incentivano gli investitori a cedere titoli pubblici in cambio di queste azioni.

### Terza fase
Interazione fra politica monetaria e operazioni di gestione del debito pubblico attraverso l'avvicinamento delle operazioni svolte dalla Banca con quelle della Compagnia (le due società saranno riunite nel 1720). Law utilizzò la Banca per accrescere la massa monetaria: la liquidità che ne risultò viene utilizzata per acquistare azioni della Compagnia, il cui valore fu al rialzo e venne sostenuto dall'incremento della massa monetaria. Fra il 1718 ed il 1720, vennero continuamente emesse nuove serie di azioni (madre, figlia, nipote,…), costantemente sostenute dall'incremento della massa monetaria. Il valore delle azioni della Compagnia passò rapidamente da 500 lire tornesi a 10.000 lire tornesi.

### Quarta fase
Il sistema prevedeva l'utilizzo del tasso di cambio interno per incentivare i detentori di monete metalliche a sostituirle con i biglietti bancari. Il sistema si alimentava con l'interazione fra le aspettative di crescita legate al potenziale economico della Louisiana, con la disponibilità crescente di biglietti monetari e con l'utilizzo di questi per acquistare azioni della Compagnia ad un valore sempre crescente. Il sistema funzionava finché l'incremento della massa monetaria si riversa nell'acquisto di azioni (circuito moneta-azioni): ciò accadde nel periodo 1718–1720 con il valore delle azioni in forte e continua crescita. Nel momento in cui gli investitori avessero abbandonato il circuito moneta-azioni utilizzando i biglietti monetari per acquistare beni o monete metalliche, il sistema sarebbe crollato sotto l'esplosione dell'inflazione e la scarsità di monete metalliche. Law adottò quindi varie misure per scongiurare questi comportamenti: le monete d'argento furono svalutate rispetto ai biglietti monetari e l'oro fu demonetizzato (rivalutazione interna dei biglietti monetari rispetto alle monete metalliche). Ne conseguì anche una rivalutazione della lira francese, in termini di biglietti monetari, rispetto alle monete straniere espresse in metallo (rivalutazione esterna).

## Il crollo del sistema
La rivalutazione interna della lira francese e l'aumento della massa di biglietti monetari erano però in contraddizione. Il sistema di Law entrò così in un vicolo cieco, poiché l'obiettivo era quello di mantenere un tasso di interesse basso attraverso l'incremento della massa monetaria, incompatibile con la necessità di rivalutare i biglietti monetari rispetto alle monete metalliche.
Il 21 maggio 1720 Law cercò di risolvere il dilemma mediante un decreto che impose la riduzione programmata del valore dei biglietti monetari e delle azioni. Il pubblico, che era stato indotto a credere in un continuo aumento del valore dei biglietti e delle azioni, si sentì tradito e perse la fiducia nel sistema. Il decreto fu revocato, ma la fiducia non fu più recuperata e gli investitori abbandonarono il circuito moneta-azioni. Ne seguì un tracollo nel valore dei biglietti e delle azioni che determinò il fallimento dell'intero sistema.
La principale conseguenza del fallimento del sistema di Law fu nella diffidenza che la Francia manterrà verso la cartamoneta per tutto il XVIII secolo, ritardando così l'innovazione finanziaria necessaria allo sviluppo economico.
L'iniziale successo del sistema di Law indusse anche l'Inghilterra, che prima di Law aveva già costituito una Banca d'Inghilterra e Compagnie commerciali con le colonie, a riprendere i principi adottati in Francia. Nel 1720 si assisté in Inghilterra ad un crollo borsistico analogo: la South Sea Bubble.

## Il sistema in Italia
Nel 1745 il principe Carlo Emanuele III di Savoia si trovò ad affrontare una grave crisi finanziaria: i prezzi del frumento salivano mentre il denaro scarseggiava. I suoi consiglieri, ricordando il sistema di Law, cercano di lanciare una moneta cartacea, ma senza riprodurre gli errori di Law: la carta fu garantita dal tesoro ducale. Queste furono le prime banconote stampate in Italia. Uscirono dalle presse tagli da 100, 200, 500, 1000 e 3000 lire per un totale di 6 milioni, garantiti dal Ducato di Savoia e dal Regno di Sardegna, rimborsabili in 5 anni e col diritto ad un interesse del 4%. L'emittente erano le Regie Finanze di Torino, allora una delle più forti banche in Europa. Con la legge del 26 settembre 1745 ai biglietti fu dato corso legale e dovevano essere obbligatoriamente accettati come moneta. La situazione finanziaria rientrò nella normalità nel 1746.